# 葡萄牙总工会—全国工团
葡萄牙总工会—全国工团是目前葡萄牙最大的全国性工会联合会。1970年，该组织非正式成立。1974年康乃馨革命后，该组织开始公开活动。1975年，救国军政府赋予该组织合法地位。
该组织一直深受葡萄牙共产党影响。该组织的现任总书记是蒂亚戈·奥利维拉。该组织的总部位于里斯本。该组织有80万名成员。该组织是世界工会联合会和欧洲工会联盟的成员。